# Pentaclethra macrophylla
Pentaclethra macrophylla är en ärtväxtart som beskrevs av George Bentham. Pentaclethra macrophylla ingår i släktet Pentaclethra och familjen ärtväxter. Inga underarter finns listade i Catalogue of Life.